# イヴ (テレビドラマ)
『イヴ 〜Santaclaus Dreaming〜』は、1997年10月16日から12月18日までフジテレビ系「木曜劇場」枠で放送されたテレビドラマ。主演は唐沢寿明。

## 概要
このドラマにはオープニングタイトルが存在せず、ドラマの冒頭で画面下に主な出演者のテロップが表示されるだけである。その代わり、次回予告でそれ以外の出演者やスタッフのテロップが表示される（1 - 5、8話）。
1998年に全4巻でVHSが発売されているが、今日に至るまでDVDやBD化はされていない。

## あらすじ
小泉三太は白衣を嫌い、ユニークで型破りな治療方針をとる精神科医。そんなある日、藤原財閥の執事を務める小柴から当主の娘、沙織の治療をして欲しいと頼まれる。一度は反発した三太だが、沙織の抱く心の闇などに関心を抱き、同時に自身の娘、美加の治療費の問題などを理由に藤原家に乗り込む。

## キャスト
- 小泉三太：唐沢寿明

精神科医。実家は総合病院を経営しており、後継者として育てられたが、大学卒業・医師免許取得後に浮上した思想の違いなどから対立。絶縁状態となっている。やや常識外れで、型破りな面がみられるが、正義感が強い。美加の母、園部緑が離婚後に死去したことを気に掛ける。趣味のパチンコと週1回の非常勤勤務医で生計を立てていたところへ、小柴から沙織の運転手兼カウンセラーを依頼される。いずれ、美加に足の手術を受けさせたいと願う。
- 藤原沙織：葉月里緒奈

藤原家の1人娘。音楽大学でピアノを専攻している。お嬢様扱いと孤独感、幼少期に立ち聞きしてしまった母の死因と父の後悔めいた言葉がトラウマとなり、自分本位で高圧的な言動が多く、周囲とトラブルを引き起こす事も多い。室井に振られて自棄になったことから、派手な異性交遊を展開した事がある。三太が家にやって来た理由を知って、激怒したが、日柳との結婚を機に次第に変わり始める。後に幼稚園の先生の見習いとなる。
- 日柳俊輔：高橋克典

華やいだ印象を持つ勤務医。政略結婚の為に沙織に接近、婚約をしたと思われていたが、根は悪人ではない。中盤で三太に対して、天涯孤独で貧しい生い立ち・苦学の末に医師になった事などを話して聞かせる。
- 木村アミ：大貫亜美（PUFFY）

ひばり荘の住人。タミとユミと共に歌手を目指して上京。
- 榎本ユミ：吉村由美（PUFFY）

ひばり荘の住人。タミとアミと共に歌手を目指して上京。
- 石垣タミ：山田花子

三太行きつけの居酒屋「ひばり」の経営者。明るい性格。
- 石垣光太郎：相島一之

「ひばり」の経営者。三太と親しい。
- 園部美加：星野真理

三太の娘で高校生（足に障がいを持つ）。両親が離婚し、母に引き取られるが直後に死別。母方の祖父母に育てられる。祖父母から悪く言われても三太を慕い時折、面会にやって来る。のちに沙織が所持していた安定剤を発見。母の死の経緯を話した上で、薬は止めた方がいいと心配する。
- 篠山完：鳥羽潤

晃の兄。美加と仲がいい。
- 細野美由紀：吉村美紀

三太と日柳が勤務する病院の看護師。日柳の家にやってきた沙織に暴言を吐いた。
- 篠山晃：伊藤隆大

三太の患者。小学生で母が自分を庇って亡くなったことがきっかけで場面緘黙症となる。沙織のピアノで心開きつつあったが、7話で事故死。三太をたった一人の友だちと思っている。
- 下村貴久子：原沙知絵

藤原家の住み込みメイド。主に沙織の身の回りの世話をおこなっている。沙織を心配するが、余計なことを口走って沙織を怒らせてしまったこともある。母と電話で話す時などは、出身地の訛りが出る。
- 室井保丈：柏原崇（第2 - 5話）

沙織が17歳の頃付き合っていた男。沙織のことを4年前のクリスマスイヴに振った。
- 藤原公章：林隆三

藤原家当主で沙織の父。沙織への愛情は持ち合わせているが、多忙・世間体を気にせざるを得ない状況等もあり、溝が出来てしまっている。
- 小柴清十郎：いかりや長介

沙織が生まれる前から藤原家に住み込む執事。

## スタッフ
- 脚本：金子ありさ
- 演出：光野道夫、澤田鎌作
- 音楽：DAVID FOSTER
- 主題歌：PUFFY「MOTHER」
- 挿入歌：セリーヌ・ディオン「Be the Man」
- プロデュース：栗原美和子
- プロデュース補：羽鳥健一
- 制作著作：フジテレビ

## 放送日程
| 各話                                                      | 放送日   | サブタイトル                              | 演出     | 視聴率 |
| --------------------------------------------------------- | -------- | ----------------------------------------- | -------- | ------ |
| 第1話                                                     | 10月16日 | サンタが贈る愛の物語・心の傷は消えますか… | 光野道夫 | 17.0%  |
| 第2話                                                     | 10月23日 | 隠された恋の傷衝撃の再会                  | 光野道夫 | 18.1%  |
| 第3話                                                     | 10月30日 | 純愛恐怖症                                | 光野道夫 | 12.3%  |
| 第4話                                                     | 11月06日 | 不器用な愛し方涙の告白                    | 澤田鎌作 | 12.9%  |
| 第5話                                                     | 11月13日 | 乱れる三角関係衝撃の事実                  | 澤田鎌作 | 13.6%  |
| 第6話                                                     | 11月20日 | 突然のキス…揺れる恋模様                   | 光野道夫 | 14.2%  |
| 第7話                                                     | 11月27日 | 愛してるのに…運命の悪戯                   | 光野道夫 | 14.1%  |
| 第8話                                                     | 12月04日 | 二度と会えない別れの宣告                  | 澤田鎌作 |        |
| 第9話                                                     | 12月11日 | 行かないで                                | 澤田鎌作 | 15.0%  |
| 最終話                                                    | 12月18日 | 聖夜の奇蹟…真実の愛を誓う時               | 光野道夫 | 17.8%  |
| 平均視聴率14.9%（視聴率は関東地区・ビデオリサーチ社調べ） |          |                                           |          |        |

- 初回・最終回は22時 - 23時24分の30分拡大放送[1]。
- 第9話は特番による編成変更に伴い、23時 - 23時54分に放送された[1]。